# Multicolor Graphics Array
Multi-Color Graphics Array (MCGA) fue el nombre que IBM asignó a lo que más tarde sería parte del estándar genérico VGA. El ordenador IBM PS/2 Model 25, introducido en 1987, incorporaba MCGA integrado en la placa base.
MCGA se parecía a VGA en que tenía un modo de 256 colores. VGA incluía además una serie de modos de pantalla de alta resolución, si bien el modo de 256 colores se convirtió en el más popular para videojuegos. Este modo de pantalla en VGA era frecuentemente citado como MCGA, si bien MCGA sólo existió en el PS/2; nunca se fabricaron tarjetas MCGA independientes.
Los modos de pantalla ofrecidos por MCGA eran los mismos de CGA además de 640x480 monocromo y 60 Hz de refresco y 320x200 256 colores y 70 Hz de refresco. El adaptador de pantalla utilizaba un conector D-shell de 15 pines. No ofrecía soporte para los modos de texto monocromo compatibles con el monitor 5151.
Se podría considerar a MCGA como un paso intermedio entre CGA y VGA (MCGA no era compatible con EGA, mientras que VGA sí era completamente compatible hacia atrás). Esto resultó en la frustrante situación de que muchos juegos EGA (300x200 16 colores) se ejecutaran en el modo CGA 4 colores (o incluso no se ejecutaran), incluso cuando MCGA era capaz de ofrecer una resolución de 320x200 256 colores. Afortunadamente, algunos juegos EGA 16 colores (por ejemplo, las aventuras gráficas de Sierra y Lucasfilms Games) podían ejecutarse específicamente en MCGA en el modo de 256 colores, aunque sólo aplicando los 16 colores originales. Los juegos programados para VGA 256 colores podían ejecutarse satisfactoriamente en sistemas con MCGA siempre que se ajustaran a la resolución de 320x200 256 color y no intentaran usar características específicas de VGA, como la multipaginación.
El período de vida de MCGA fue muy breve y abarcó apenas dos modelos de computadores (PS/2 Model 25 y Model 30), dejándose de fabricar en 1992 sin que ningún fabricante ofreciera tarjetas clónicas de este adaptador, dada la superioridad del estándar VGA introducido al mismo tiempo.
- Datos: Q1990686